# Szörény Sándor
Kis-szörényi Szörény Sándor (Nyitra, 1664. február 24. – Nagyszombat, 1719. szeptember 16.) bölcseleti és teológiai doktor; Jézus-társasági pap és tanár.

## Élete
1681. október 22-én vagy 31-én lépett a rendbe; bölcseletet és teologiát tanított Kassán, Grazban és egyházjogot Nagyszombatban. Kormányzója volt a lőcsei rendháznak és a bécsi Pázmány-intézetnek; végül több évig a nagyszombati papnevelő intézetnek, ahol mint lelki atya halt meg.

## Művei
- Philippicae Sacrae, seu Orationes Doctissimorum aeque ac sacratissimorum Ecclesiae Procerum nomine in Coronatos ortodoxae Religionis aut Pietatis hostes vibratae. Tirnaviae, 1693 (és Uo. 1695., 1729., 1762. Herbipoli, 1743)
- Conclusiones Theologicae De Deo Uno & Trino. Tyrnaviae, 1694
- Oratio Funebris Quam In Justis exequiarum... Rev. Dni Georgii Fenessy Episcopi Agriensis... 1699. Leutschoviae
- Propylaeum bibliothecae... Universitatis Graecensis... Promotore... 1703. Graecij
- Nova Series Pontificum Romanorum et Archiepiscoporum Strigoniensium ab anno 1000. ad annum 1717. Tyrnaviae, 1717
- Regulae S. J. e latino in Graecum translatae (Praefacio a Stephano Kaprinai. Tyrnaviae, 1766. 12-rét 44 lap a budapesti egyetemi könyvtárban)

Kéziratban maradtak latin munkái: a magyarországi róm. kath. egyháztörténet a püspökök életrajzával 3 kötetben és a magyarországi tudósok és írók életrajza (töredék).